# Börringetegel
Börringetegel var ett tegel som tillverkades av Börringe tegelbruk i skånska Börringe.
Ett tegelbruk fanns sedan gammalt vid godset Börringe kloster. Det nya tegelbruket anlades år 1884 vid Börringe järnvägsstation (vid Malmö–Ystads Järnväg), varifrån ett stickspår gick till tegelbruket. Tegelbruket arrenderades av O. Köhler. Tegelbruket fick en ringugn med 16 kammare. Varje kammare rymde 6000 tegelstenar. År 1889 skaffade tegelbruket en glasyrugn och år 1912 en muffelugn för glaserat förbländertegel. Tegelbruket var i drift till 1964. År 1913 tillverkades 4,8 miljoner tegel av 113 arbetare. Tegelbruket hade två ringugnar år 1938. Det röda Börringeteglet var omtalat för sin höga kvalitet. Genom utdikningen av Näsbyholmssjön 1866-69 hade man funnit finkorniga platåleror på sjöns sydvästra sida som användes vid framställningen. 
På 1890-talet var Börringe ett av de största tegelbruken i Skandinavien med en omfattande export.
O. Köhler ville utöka produktionen. Därför anlades år 1893 Yddinge tegelbruk nära Holmeja järnvägsstation vid Lund–Trelleborgs Järnväg. Detta tegelbruk fick en ringugn med 16 kammare med 11.000 tegelstenare per kammare. Produktionen var 8 kammare i veckan. Hässleholms kyrka är uppförd med tegel från Yddinge tegelbruk. Yddinge Tegelbruk tillverkade tegel i röd, brunviolett och gulgrön färg.

## Byggnader i Börringetegel (i urval)
I Tidskriften Tegel år 1912 finns en tabell över byggnader uppförda med Börringetegel.
Några exempel: Malmö stadsbibliotek (före detta museum), 1900, Sankt Johannes kyrka i Malmö, 1904, Lunds Universitetsbibliotek, 1907, Borås rådhus, 1908, taktegel till Stockholms rådhus, 1915.

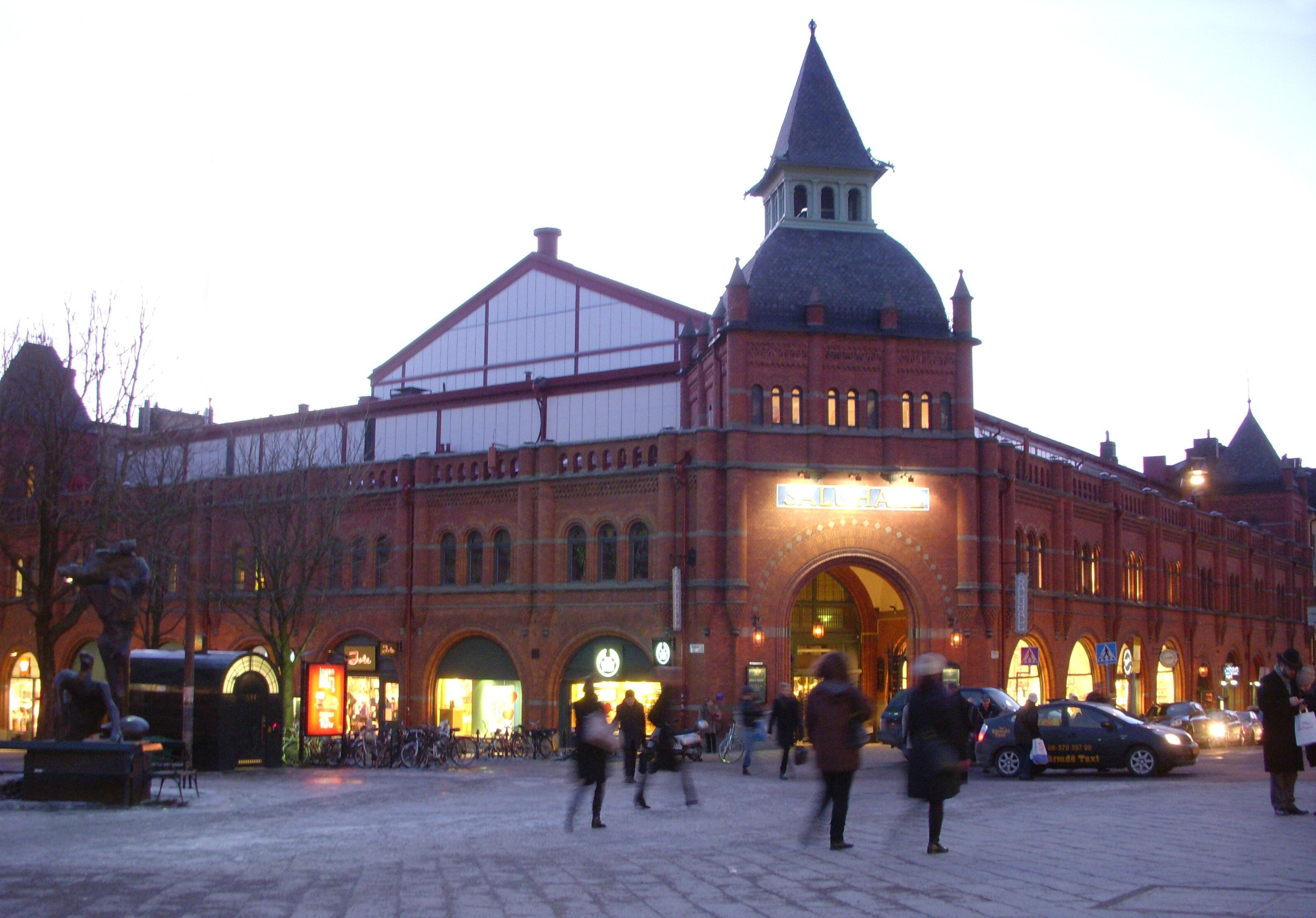
Östermalms saluhall i Stockholm
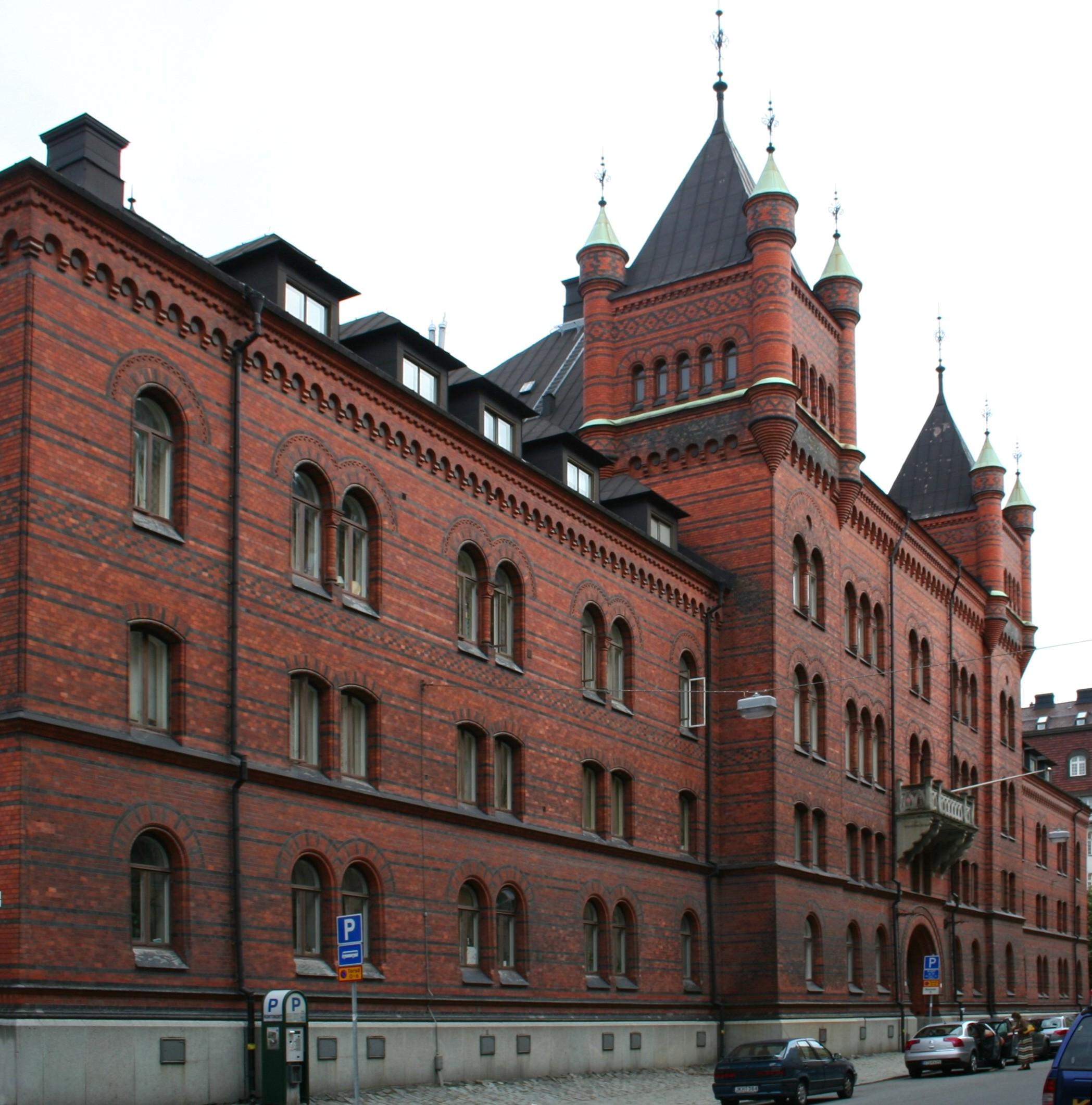
Hovstallet i Stockholm
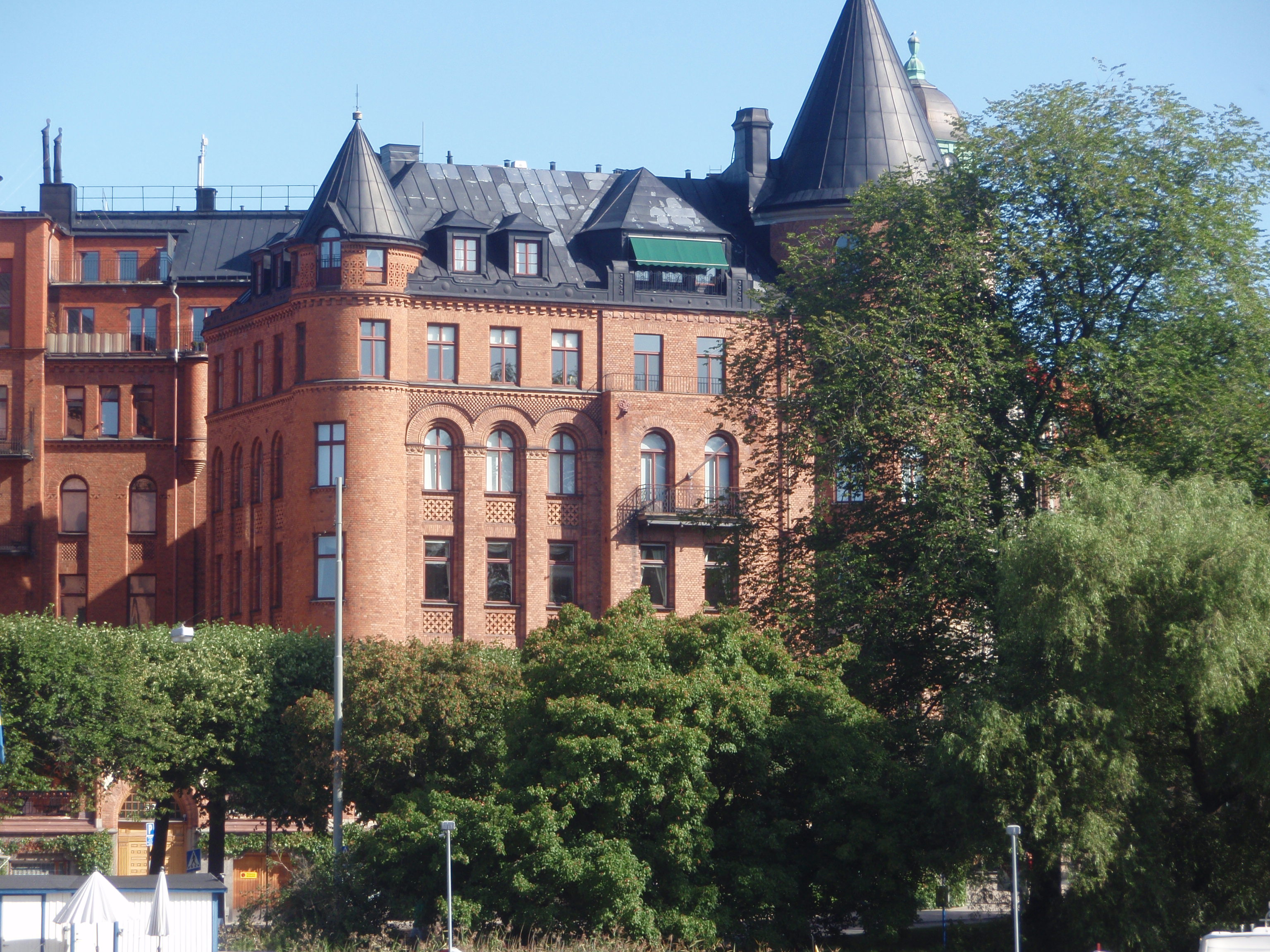
Strandvägen 57 i Stockholm
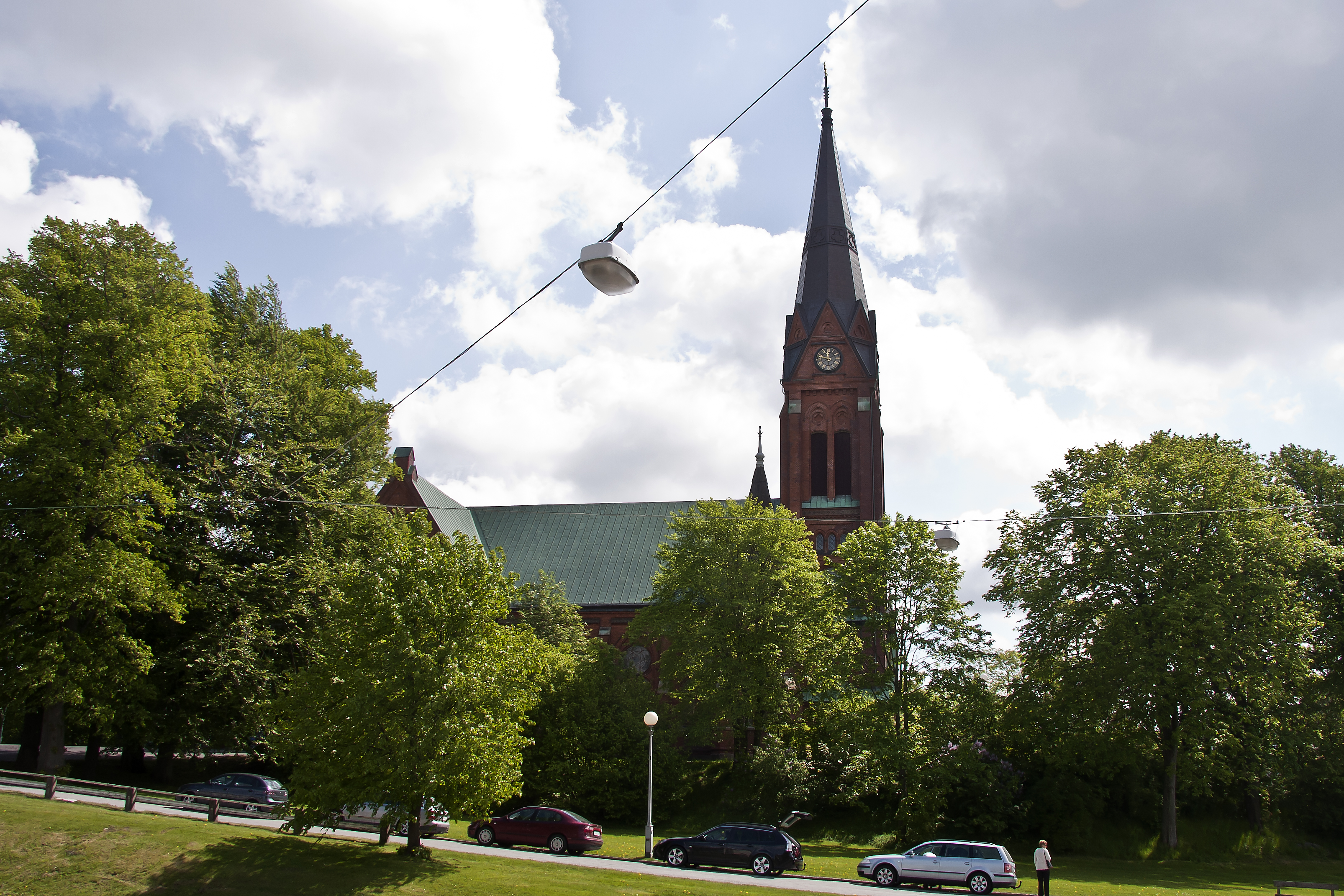
Örgryte nya kyrka i Göteborg
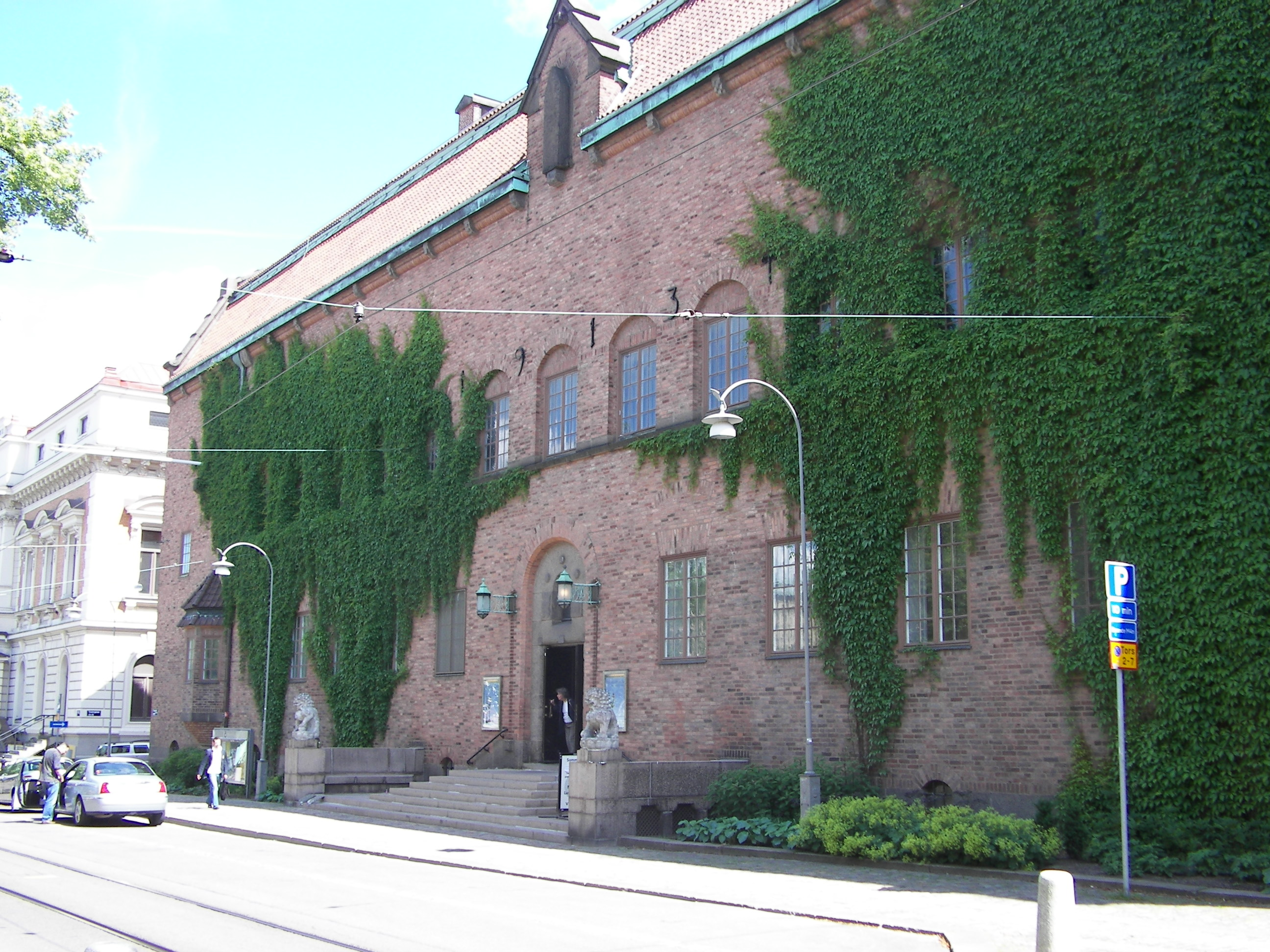
Röhsska museet i Göteborg